# Paulus Melchers

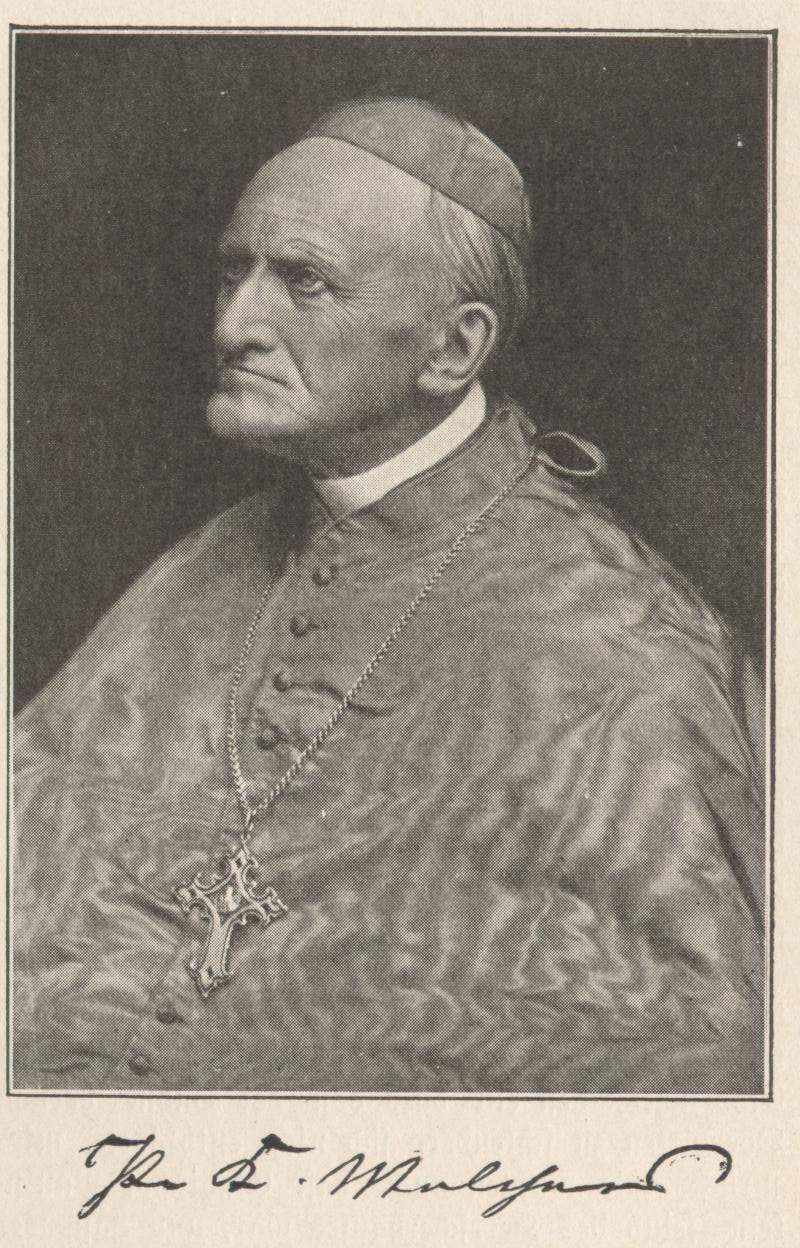
Paulus Kardinal Melchers, Foto mit Unterschrift (zw. 1885 und 1895)

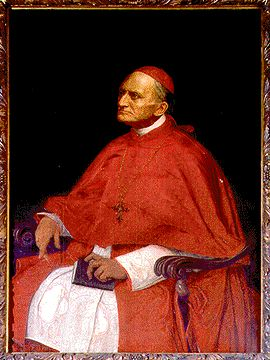
Paulus Kardinal Melchers (Gemälde etwa 1885)

Paulus Kardinal Melchers auf dem Sterbebett, zeitgenössisches Foto, in Rom aufgenommen

Paulus Ludolf Melchers SJ (* 6. Januar 1813 in Münster; † 14. Dezember 1895 in Rom) war Bischof von Osnabrück und Erzbischof von Köln.

## Leben
Paulus Ludolf Melchers war der Sohn des wohlhabenden Münsteraner Kaufmanns Johann Franz Melchers (1761–1823) und dessen Ehefrau Maria Anna, geb. Holtermann. Nach dem Abitur 1829 am Gymnasium Paulinum studierte er Philosophie in Münster und Rechtswissenschaften in Bonn. 1833 legte er sein Staatsexamen ab und leistete anschließend bis 1834 beim 13. Infanterieregiment als Einjährig-Freiwilliger seinen Wehrdienst ab. Danach schlug er zunächst eine juristische Berufslaufbahn ein. Nachdem er bei Domkapitular Bernhard Georg Kellermann eine Generalbeichte abgelegt hatte, entschied sich jedoch 1837 für den Priesterberuf. Von 1838 bis 1840 studierte er in München Katholische Theologie.

### Karriere vom Priester zum Erzbischof von Köln
Am 5. Juni 1841 empfing Melchers in Münster die Priesterweihe. Von 1841 bis 1844 war er Kaplan an St. Sixtus in Haltern. 1844 wurde er Subregens des Priesterseminars und sieben Jahre später Regens. Vom 18. Mai bis zum 21. Juli 1848 gehörte er als Abgeordneter der Frankfurter Nationalversammlung an. 1852 trat er die Nachfolge seines Onkels Franz Arnold Melchers als Generalvikar des Bistums Münster an und übernahm die Aufgabe eines Domkapitulars. 1854 wurde Melchers Domdechant, 1847 und 1856 kandidierte er für die Wahl zum Bischof von Münster bzw. Paderborn. 1857 ernannte ihn die Stadt Münster zu ihrem Ehrenbürger. Im gleichen Jahr wählte man ihn zum ersten residierenden Bischof von Osnabrück seit der Säkularisation. Die Bischofsweihe spendete ihm am 20. April 1858 im Dom St. Petrus zu Osnabrück Eduard Jakob Wedekin, Bischof von Hildesheim, Mitkonsekratoren waren Johann Georg Müller, Bischof von Münster, und Konrad Martin, Bischof von Paderborn.
Das Bistum Osnabrück war durch eine Diasporasituation geprägt, da 1821 weite evangelische Gebiete Teil des Bistums Osnabrück geworden waren. Der Seelsorge vor Ort maß Melchers eine überragende Stellung ein, konsequent besuchte er daher innerhalb von zwei Jahren jede einzelne Pfarrei seines Bistums und förderte zur Hebung des christlichen Lebens die Volksmission. Melchers stiftete ein Bischofskreuz mit der Verfügung, dieses möge der zukünftige Bischof von Hamburg tragen, was nach der Bistumsneuerrichtung des Erzbistums Hamburg 1995 auch geschah.
Papst Pius IX. bestellte ihn 1858 zum Apostolischen Provikar für die Nordischen Missionen. Nach dem Scheitern der regulären Wahlverhandlungen wurde er als Kompromisskandidat am 8. Januar 1866 zum Erzbischof von Köln ernannt. 1867 wurde Melchers der Vorsitzende der Deutschen Bischofskonferenz in Fulda.

### Kritik an der päpstlichen Unfehlbarkeit
Melchers stand der Frage einer Dogmatisierung der Unfehlbarkeit des Papstes reserviert gegenüber. Er nahm am Ersten Vatikanischen Konzil teil, hielt die Dogmatisierung der Unfehlbarkeit für nicht opportun und stimmte der Konzilsvorlage nur bedingt zu. Vor der Abschlussabstimmung des Konzils am 18. Juli 1870 reiste er, wie 54 andere Bischöfe, aus Rom ab. Er beugte sich jedoch den Konzilsentscheidungen und verkündigte das Infallibilitätsdogma in seiner Diözese.

### Kulturkampf und Exil
In Wahrnehmung seiner bischöflichen Rechte verlieh Melchers geistliche Ämter, ohne um die durch die Maigesetze vorgeschriebene staatliche Genehmigung nachzusuchen. Unter anderem deshalb wurde er mit mehreren Strafverfahren überzogen. Da er die ihm gegenüber verhängten Geldstrafen nicht bezahlte, verbrachte er 1874 eine mehrmonatige Ersatzfreiheitsstrafe im Kölner Gefängnis Klingelpütz. Zudem wurde durch Möbelpfändung und öffentliche Versteigerung in sein Vermögen vollstreckt. 1875 entzog er sich, steckbrieflich gesucht, einer weiteren Verhaftung durch Flucht in die Niederlande. 1876 erfolgte in Anwendung der Maigesetze die  Amtsenthebung durch den preußischen Gerichtshof für kirchliche Angelegenheiten. Melchers versuchte aus dem Exil in der niederländischen Provinz Limburg, das Erzbistum Köln zu leiten.
Bei der Feier zur Fertigstellung des Kölner Doms im Oktober 1880, an der auch der Deutsche Kaiser Wilhelm I. teilnahm, war Melchers nicht anwesend. Etwa zehn Jahre lebte er bei den Franziskanern in Maastricht im niederländischen Exil und konnte nur über Mittelsmänner seine Diözese leiten. Nach Beendigung des Kulturkampfes verzichtete er, aufgrund einer Vereinbarung zwischen dem Papst und dem König von Preußen, auf das Erzbistum Köln.

### Rom
1884 ging Melchers nach Rom, wo ihn Papst Leo XIII. am 27. Juli 1885 als Kardinalpriester mit der Titelkirche Santo Stefano al Monte Celio in das Kardinalskollegium aufnahm. Melchers legte daraufhin sein Amt als Erzbischof von Köln nieder. In Rom konnte er jedoch auf Grund seines Gesundheitszustandes keine wirksame Tätigkeit ausüben. Im Jahr 1892 trat er mit Erlaubnis des Papstes der Gesellschaft Jesu bei. Sein Eintritt in den Jesuitenorden wurde erst 1910 anlässlich der Aufstellung einer Marmorbüste Melchers’ im Germanicum bekannt.
Nach seinem Tod am 14. Dezember 1895 wurden seine sterblichen Überreste nach Köln überführt und am 27. Dezember in der bischöflichen Gruft des Kölner Doms beigesetzt. Dazu war eine besondere Genehmigung der Regierung des Königreichs Preußen erforderlich.

## Gedenken
Auch im Gedenken an Melchers’ Verdienste während des Kulturkampfs wurde die Neustadtkirche St. Paul in Köln 1908 geweiht.